# Agriocnemis salomonis
Agriocnemis salomonis là một loài chuồn chuồn kim trong họ Coenagrionidae.
Agriocnemis salomonis được Lieftinck miêu tả khoa học năm 1949.